# Pandémie de Covid-19 en Bolivie
La pandémie de Covid-19 en Bolivie voit les premiers cas confirmés le 10 mars 2020 dans les départements d'Oruro et de Santa Cruz. À la date du 24 octobre 2022, le bilan est de 22 239 morts.

## Historique
Le pays compte, au 13 juillet 2020, quelque 48 187 cas recensés de Covid-19, et 1 807 décès sur 11 millions d’habitants. Cependant, selon le Réseau ecclésial panamazonien (REPAM), « ce sont des chiffres irréels, sous-estimés, car en réalité, seuls quelques prélèvements sont effectués et uniquement sur des personnes dont les symptômes sont confirmés ». Fin janvier 2021, le pays présente plus de 200 000 contaminations de Covid-19 et près de 10 000 morts.
Au 19 août 2020, 106 065 cas sont confirmés, dont 4 365 décès. Le pays est en octobre l'un de ceux présentant le plus fort taux de mortalité avec officiellement 72 morts pour 100 000 habitants.
La quatrième vague d'infection atteint son pic le plus élevé entre fin décembre 2021 et début janvier 2022, "avec des records historiques de plus de 14 000 infections quotidiennes", puis décroît rapidement en mars. 
À la date du 6 mars 2022, le bilan est de 21 455 morts. En mai 2022 la pandémie repart et en août on compte 1,062,772 cas cumulés et 22,091 décès.

## Mesures gouvernementales

### Mesures politiques
La présidente par intérim, Jeanine Añez, publie le 10 mai 2020 un décret restreignant encore davantage la liberté de la presse dans le pays. Toute personne produisant une information écrite ou imprimée semant le doute quant au Covid-19 pourra être condamnée à une peine allant jusqu'à dix ans de prison. Les associations de la presse bolivienne ont réclamé la suppression du décret, qui introduit selon elles « une restriction sévère et inconstitutionnelle en pénalisant le droit fondamental à la liberté d'expression ». Le journaliste et avocat Andres Gomez note que le décret constitue « un grave risque » pour la liberté d'expression « car il pénalise l'information, non la désinformation ». Le Mouvement vers le socialisme, principale formation d'opposition, a également dénoncé une violation de la liberté d'expression, de même que les ONG Amnesty International et Human Rights Watch, et la Commission interaméricaine des droits de l'homme (CIDH).
Les mesures de quarantaine prises pour contenir la pandémie laissent le champ libre aux trafiquants de drogue et aux propriétaires terriens, dénonce le réseau ecclésial panamazonien. Les premiers poursuivent leurs activités illégales, les seconds continuent de détruire la forêt amazonienne en faveur de l'élevage et de l'agriculture, provoquant des incendies.
Les autorités boliviennes empêchent le retour de centaines de Boliviens voulant quitter le Chili. Ces ressortissants boliviens sont bloqués dans la localité frontalière de Colchane, où il n'y a pour eux ni vivres ni hébergement, a souligné le ministère chilien des Affaires étrangères.

### Mesures sociales
Les peuples indigènes sont particulièrement touchés par la pandémie, alors que les autorités restent peu actives pour leur venir en aide.
Pour faire face aux conséquences économiques causées par la pandémie, le gouvernement par intérim mobilise 600 millions de dollars issus des fonds publics pour rembourser les dettes de grandes entreprises privées (dont l’un des principaux bénéficiaires est le ministre de l’Économie Branko Marinkovic).
La Bolivie change de gouvernement à l'issue de l'élection présidentielle d'octobre 2020. Le nouveau président, Luis Arce, met en place des « bons contre la faim » pour répondre à l'urgence sociale. La pension des personnes âgées est revalorisée de 3,38 %.
Les dispositifs d'aides sociales mis en place par le gouvernement en 2021 ont permis de faire reculer la pauvreté. Le taux d’extrême pauvreté est passé en une année de 13,7 % à 11,1 % et la pauvreté dite « modérée » est tombée de près de 39 % à 36,6%.

### Mesures médicales

#### Limites du système de santé
Le système de santé bolivien est jugé extrêmement précaire. Il manque du personnel médical spécialisé, du matériel – notamment des ventilateurs – et des unités de soins intensifs. Des médecins ont protesté dans plusieurs villes contre le manque d'équipement de protection. Plusieurs médecins ont menacé de démissionner collégialement.
Face au manque de moyens de l’hôpital public, les classes moyennes se tournent vers les cliniques privées pour tenter de sauver leurs proches. Destinés à générer du profit, ces établissements pratiquent des honoraires prohibitifs et beaucoup de familles s’endettent pour des années. Le gouvernement fait voter une loi en 2021 limitant les honoraires des cliniques privées à 430 euros par jour et interdisant la rétention de cadavre, une pratique courante pour obtenir des familles du défunt le recouvrement des honoraires. Beaucoup d'établissements parviennent néanmoins à contourner la réglementation.

#### Médicaments
Un agent javellisant toxique, le dioxyde de chlore (ou Miracle Mineral Solution) est présenté comme un produit miracle face au covid-19. En juillet 2020 le Sénat vote "un projet de loi autorisant la fabrication, la commercialisation, la fourniture et l’utilisation d’urgence" du produit "pour la prévention et le traitement du coronavirus", le maire de la ville de Cochabamba est favorable à sa distribution gratuite.
En mai 2020 la Bolivie autorise l'emploi de l'ivermectine, sous la responsabilité du médecin prescripteur,. En octobre 2020, "les agents de santé ont distribué quelque 350.000 doses aux habitants du nord du pays".

#### Vaccination
Le président Luis Arce annonce en janvier 2021 l'acquisition de 5,2 millions de doses du vaccin Spoutnik V d'ici la fin du mois de mai[réf. nécessaire].
La vaccination débute en janvier 2021 et progresse par étapes.
Mais les Boliviens répugnent à se faire vacciner et, en juillet 2021, " 6% à peine des 11 millions de Boliviens ont reçu les deux doses de vaccin". Le 30 juin 2021, le président bolivien annonce l'ouverture de la vaccination "à partir de 18 ans, un mois avant la date prévue". Les enfants de moins de 5 à 11 ans peuvent être vaccinés depuis décembre 2021.

## Protestations et affaires de corruption
Après les mouvements urbains de protestation partis de Cochabamba et d'El Alto, près de La Paz, les syndicats paysans dressent le 19 mai des barrages routiers dans tout le pays pour réclamer l'assouplissement du confinement afin de permettre la reprise des activités professionnelles et la tenue, au plus tard au mois d'août, de l'élection présidentielle initialement prévue le 3 mai. La présidente Jeanine Añez exerce le pouvoir depuis novembre 2019 sans avoir été élue. Le ministre adjoint de l'Intérieur, Javier Isa, a accusé le Mouvement vers le socialisme (MAS) d'orchestrer ces manifestations : « Ils n'ont aucune revendication sociale, c'est un prétexte pour que le MAS déstabilise le pays. Il a été déterminé que tous ces mouvements sont financés par le MAS qui est à l'origine » des protestations, a-t-il affirmé.
Le ministre de la Santé, Marcelo Navajas, impliqué dans une affaire présumée de corruption, est arrêté le 20 mai 2020. L'affaire porte sur l'achat de 179 respirateurs à une entreprise espagnole pour un montant de près de 5 millions de dollars, au prix unitaire de 28 000 dollars, pour des appareils habituellement facturés 10 000 dollars par cette société. En outre, ces appareils ne sont pas adaptés aux services de réanimation des hôpitaux boliviens.

## Statistiques

Nombre de cas en Bolivie depuis le début de l'épidémie.

Nombre de morts en Bolivie depuis le début de l'épidémie.